# 切尔诺奇·亚诺什
切尔诺奇·亚诺什（匈牙利语：Csernoch János；原名Ján Černoch；1852年6月18日-1927年7月25日）是匈牙利籍天主教司铎级枢机、乔纳德教区主教、考洛乔总教区总主教、埃斯泰尔戈姆总教区总主教、匈牙利首席主教。
切尔诺奇除了自己的母语斯洛伐克语外，还精通匈牙利语、捷克语和德语，并且掌握意大利语、波兰语、罗马尼亚语、卢森尼亚语、乌克兰语、法语和西班牙语。
他曾参加过1914年和1922年的秘密会议，这两场秘密会议分别先后选出了天主教第258任和第259任教宗，即本笃十五世和庇护十一世。此外，他还是最后一位加冕匈牙利国王的埃斯泰尔戈姆总主教，（虽然加冕国王的特权传统上属于埃斯泰尔戈姆总主教，但历史上也有其他匈牙利天主教会的总主教加冕过匈牙利国王，所以他也是匈牙利天主教会中最后一位加冕匈牙利国王的总主教），他为之加冕的国王为匈牙利的卡罗伊四世，也就是奥地利的卡尔一世。

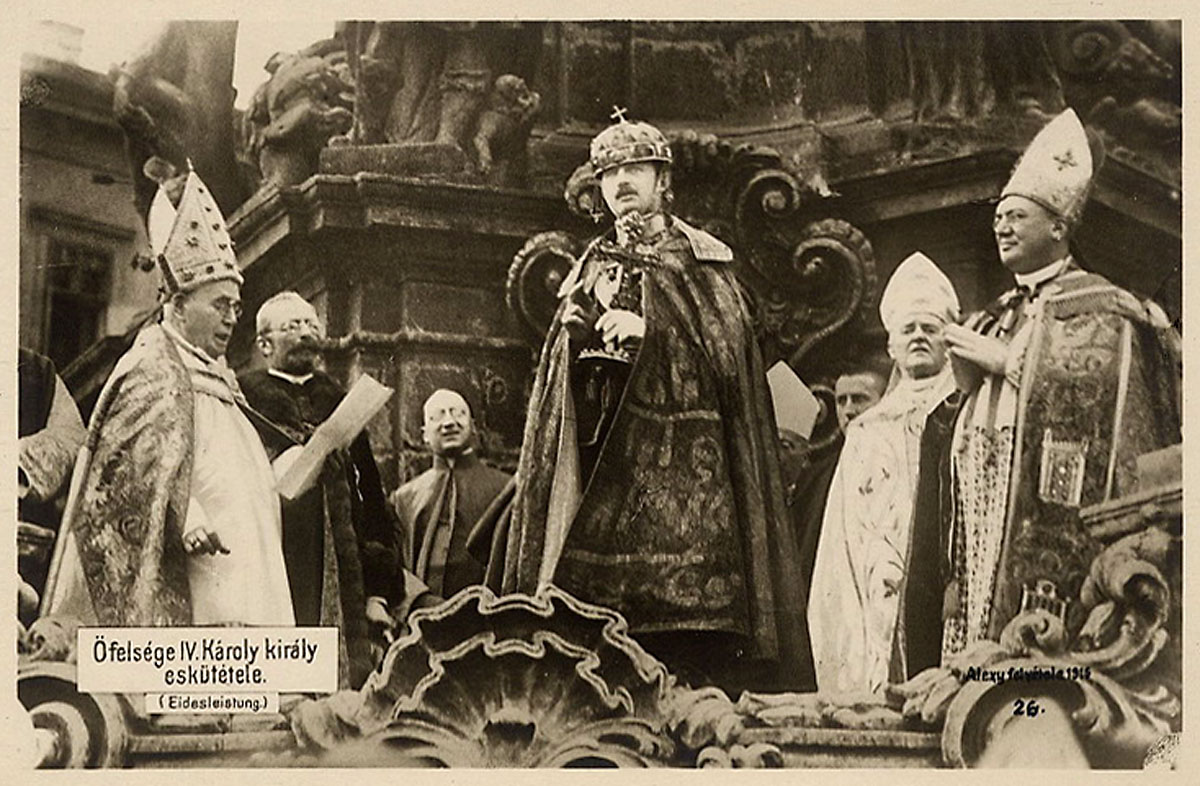
1916年12月30日，匈牙利国王卡罗伊四世加冕后，切尔诺奇枢机（左位）与卡罗伊四世在布达佩斯圣三一柱前合影。

## 牧徽

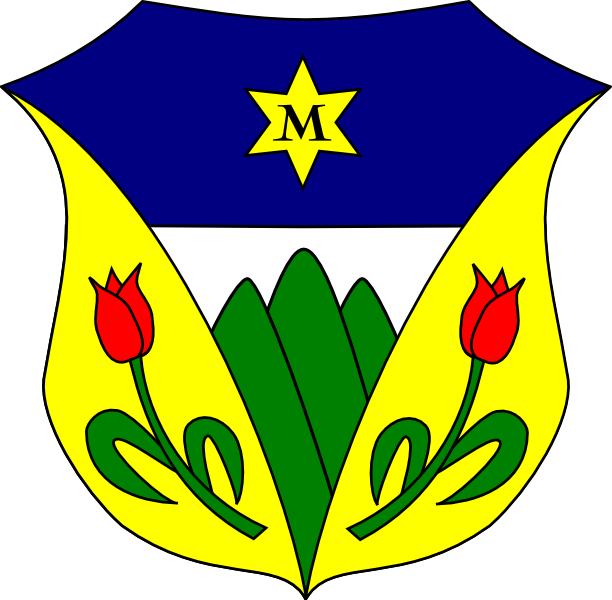
切尔诺奇·亚诺什牧徽